# ادمون مالون
ادمون مالون (بالإنجليزية: Edmond Malone) (و. 1741 – 1812 م) هو مؤرخ أدبي، وكاتب، وناقد أدبي أيرلندي، ولد في دبلن، توفي في لندن، عن عمر يناهز 71 عاماً.

## التعليم
تعلم في كلية الثالوث في دبلن.

## روابط خارجية
- ادمون مالون على موقع الموسوعة البريطانية (الإنجليزية)
- ادمون مالون على موقع إن إن دي بي (الإنجليزية)